# Lista de príncipes herdeiros da Suécia
Príncipe Herdeiro ou Princesa Herdeira é o título tradicionalmente conferido a herdeira ou herdeiro aparente do monarca sueco. A atual Princesa Herdeira é Vitória, filha mais velha do rei Carlos XVI Gustavo e da rainha Sílvia Sommerlath.

## Príncipes Herdeiros
| Nome                                                                                   | Retrato | Nascimento | Herdeiro de        | Morte                           |
| -------------------------------------------------------------------------------------- | ------- | --- | ------------------ | ------------------------------- |
| Érico 13 de janeiro de 1544 – 29 de setembro de 1560 (ascensão)                        |         | 13 de dezembro de 1533 filho de Gustavo I e Catarina de Saxe-Lauemburgo                                                                                | Gustavo I          | 26 de fevereiro de 1577 43 anos |
| Sigismundo 31 de janeiro de 1569 – 17 de novembro de 1592 (ascensão)                   |         | 20 de junho de 1566 filho de João III e Catarina Jagelão                                                                                               | João III           | 30 de abril de 1632 65 anos     |
| Vladislau 9 de junho de 1595 – 24 de julho de 1599 (deposição do pai)                  |         | 9 de junho de 1595 filho de Sigismundo e Ana da Áustria                                                                                                | Sigismundo         | 20 de maio de 1648 52 anos      |
| Gustavo Adolfo 22 de março de 1604 – 30 de outubro de 1611 (ascensão)                  |         | 9 de dezembro de 1594 filho de Carlos IX e Cristina de Holstein-Gottorp                                                                                | Carlos IX          | 6 de novembro de 1632 37 anos   |
| Carlos 24 de novembro de 1655 – 13 de fevereiro de 1660 (ascensão)                     |         | 24 de novembro de 1655 Carlos X Gustavo e Edviges Leonor de Holstein-Gottorp                                                                           | Carlos X Gustavo   | 5 de abril de 1697 41 anos      |
| Carlos 17 de junho de 1682 – 5 de abril de 1697 (ascensão)                             |         | 17 de junho de 1682 filho de Carlos XI e Ulrica Leonor da Dinamarca                                                                                    | Carlos XI          | 30 de novembro de 1718 36 anos  |
| Gustavo 25 de março de 1751 – 12 de fevereiro de 1771 (ascensão)                       |         | 24 de janeiro de 1746 filho de Adolfo Frederico e Luísa Ulrica da Prússia                                                                              | Adolfo Frederico   | 29 de março de 1792 46 anos     |
| Gustavo Adolfo 1 de novembro de 1778 – 29 de março de 1792 (ascensão)                  |         | 1 de novembro de 1778 Gustavo III e Sofia Madalena da Dinamarca                                                                                        | Gustavo III        | 7 de fevereiro de 1837 58 anos  |
| Gustavo 9 de novembro de 1799 – 29 de março de 1809 (abdicação do pai)                 |         | 9 de novembro de 1799 filho de Gustavo IV Adolfo e Frederica de Baden                                                                                  | Gustavo IV Adolfo  | 5 de agosto de 1877 77 anos     |
| Carlos Augusto janeiro de 1810 – 28 de maio de 1810 (morte)                            |         | 9 de julho de 1768 filho de Frederico Cristiano I, Duque de Schleswig-Holstein-Sonderburg-Augustenburg e Carlota de Schleswig-Holstein-Sonderburg-Plön | Carlos XIII        | 28 de maio de 1810 41 anos      |
| Carlos João 21 de agosto de 1810 – 5 de fevereiro de 1818 (ascensão)                   |         | 26 de fevereiro de 1763 filho de Henri Bernadotte e Jeanne de St. Vincent                                                                              | Carlos XIII        | 8 de março de 1844 81 anos      |
| Óscar 5 de fevereiro de 1818 – 8 de março de 1844 (ascensão)                           |         | 4 de julho de 1799 Carlos XIV João e Desidéria Clary                                                                                                   | Carlos XIV João    | 8 de julho de 1859 60 anos      |
| Carlos 8 de março de 1844 – 8 de julho de 1859 (ascensão)                              |         | 3 de maio de 1826 filho de Óscar I e Josefina de Leuchtenberg                                                                                          | Óscar I            | 18 de setembro de 1872 46 anos  |
| Gustavo 12 de setembro de 1872 – 8 de dezembro de 1907 (ascensão)                      |         | 16 de junho de 1858 filho de Óscar II e Sofia de Nassau                                                                                                | Óscar II           | 29 de outubro de 1950 92 anos   |
| Gustavo Adolfo 8 de dezembro de 1907 – 29 de outubro de 1950 (ascensão)                |         | 11 de novembro de 1882 filho de Gustavo V e Vitória de Baden                                                                                           | Gustavo V          | 15 de setembro de 1973 90 anos  |
| Carlos Gustavo 29 de outubro de 1950 – 15 de setembro de 1973 (ascensão)               |         | 30 de abril de 1946 filho de Gustavo Adolfo, Duque da Bótnia Ocidental e Sibila de Saxe-Coburgo-Gota                                                   | Gustavo VI Adolfo  |                                 |
| Carlos Filipe 13 de maio de 1979 – 1 de janeiro de 1980 (mudança nas leis da sucessão) |         | 13 de maio de 1979 filho de Carlos XVI Gustavo e Sílvia Sommerlath                                                                                     | Carlos XVI Gustavo |                                 |
| Vitória 1 de janeiro de 1980 – presente                                                |         | 14 de julho de 1977 filha de Carlos XVI Gustavo e Sílvia Sommerlath                                                                                    | Carlos XVI Gustavo |                                 |